# フォマーク

フォマーク(VOMAG)は略称で、正式名称はフォークトレンディシェ・マシーネンファブリーク（独：Vogtländische Maschinenfabrik AGは、日：フォークトラント機械製作所株式会社）は、ドイツのザクセン州プラウエンにあった、かつて存在した企業。
19世紀末から20世紀初頭にかけて、プラウエンの歴史の中でも大きな企業の1つであり、最盛期は約6,000人の従業員を擁する雇用主だった。
正式名称は上記の通りだが、日本では略称の「フォマーク」、または「フォマーク社」と呼ばれることが多いので、本稿ではフォマークとする。

## 概要

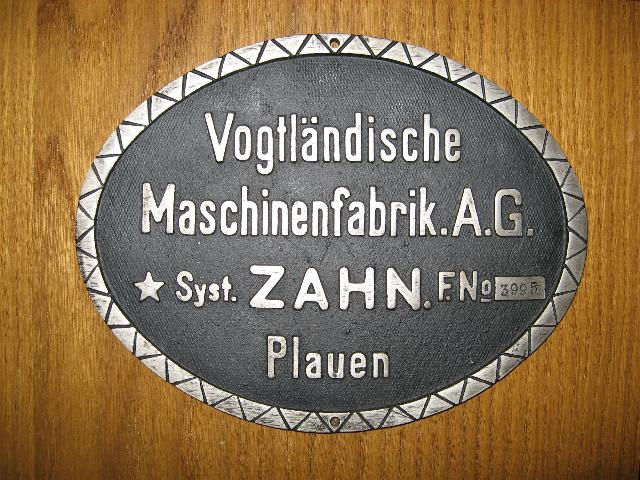
フォマークの機械銘板

1881年のフォマークの設立は、プラウエンの有力な繊維刺繡産業の手刺繍機の修理に大きなニーズがあった為だった。その後、刺繍機の修理にとどまらず、製造も開始し、刺繍業界とは互いに影響し合い発展した。有名なプラウエンレースの生産は、この都市が世界的な名声を得るきっかけとなったが、これもフォマークで製造された刺繍機によるものだった。
1900年以降のプラウエンの発展は、フォマークという名前と関連付けられることが多く、1904年にプラウエンが人口10万人の主要都市になって間もなく、フォマークは刺繍機製造における世界的リーダーの1つとなった。さらに、印刷機、トラック、バス、装甲戦闘車の製造もフォマークの事業活動の一部だった。
第二次世界大戦後、機械は賠償として没収され生産施設は解体された。1948年、ソ連の占領下でマシーネンファブリーク・フォークトラント（Maschinenfabrik Vogtland）が国営企業として設立され、フォマークの後継となった。

## 歴史

### プラウエンにおける機械製造

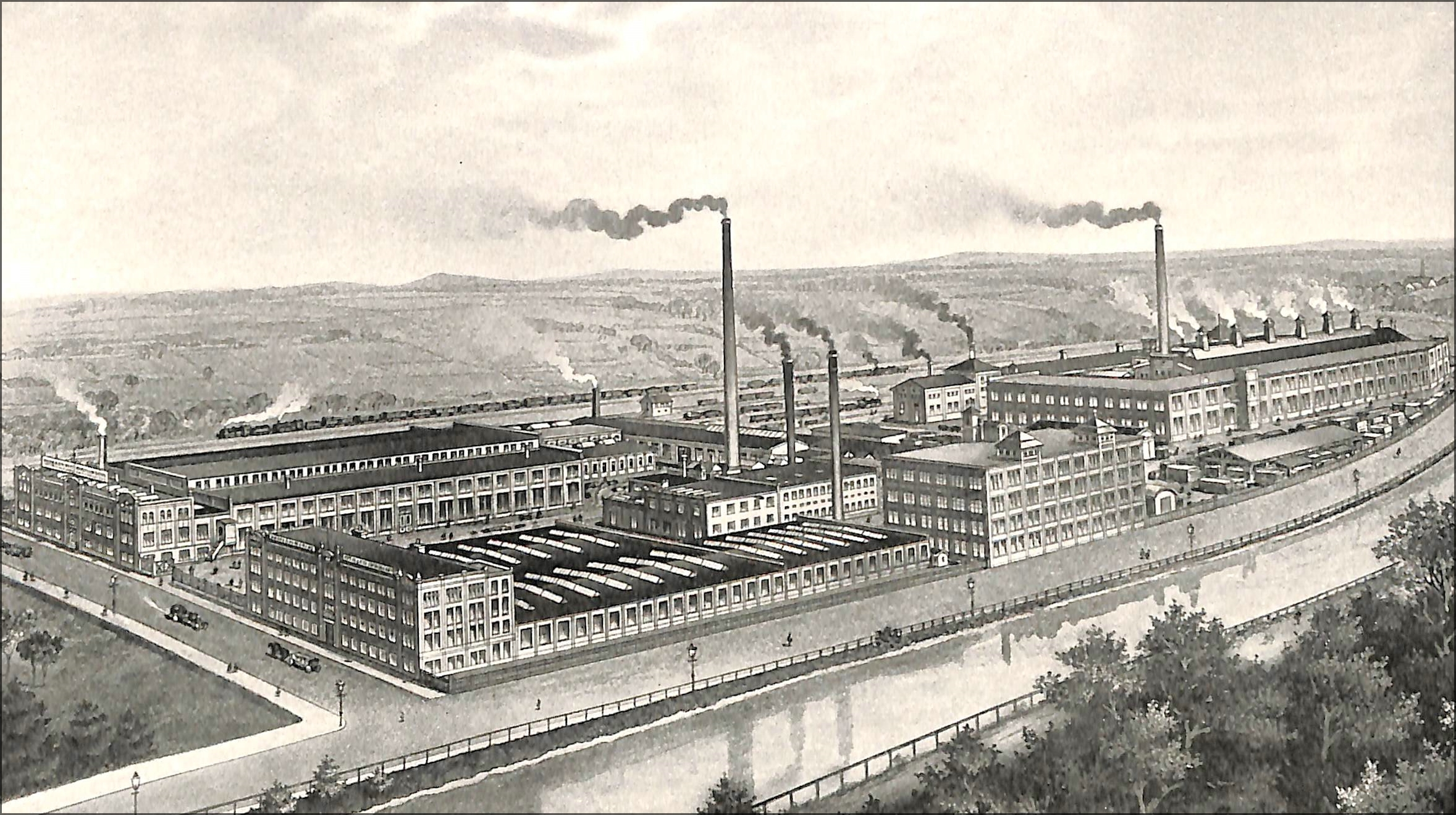
1910年頃の工場の全景。従業員は3,300人いた

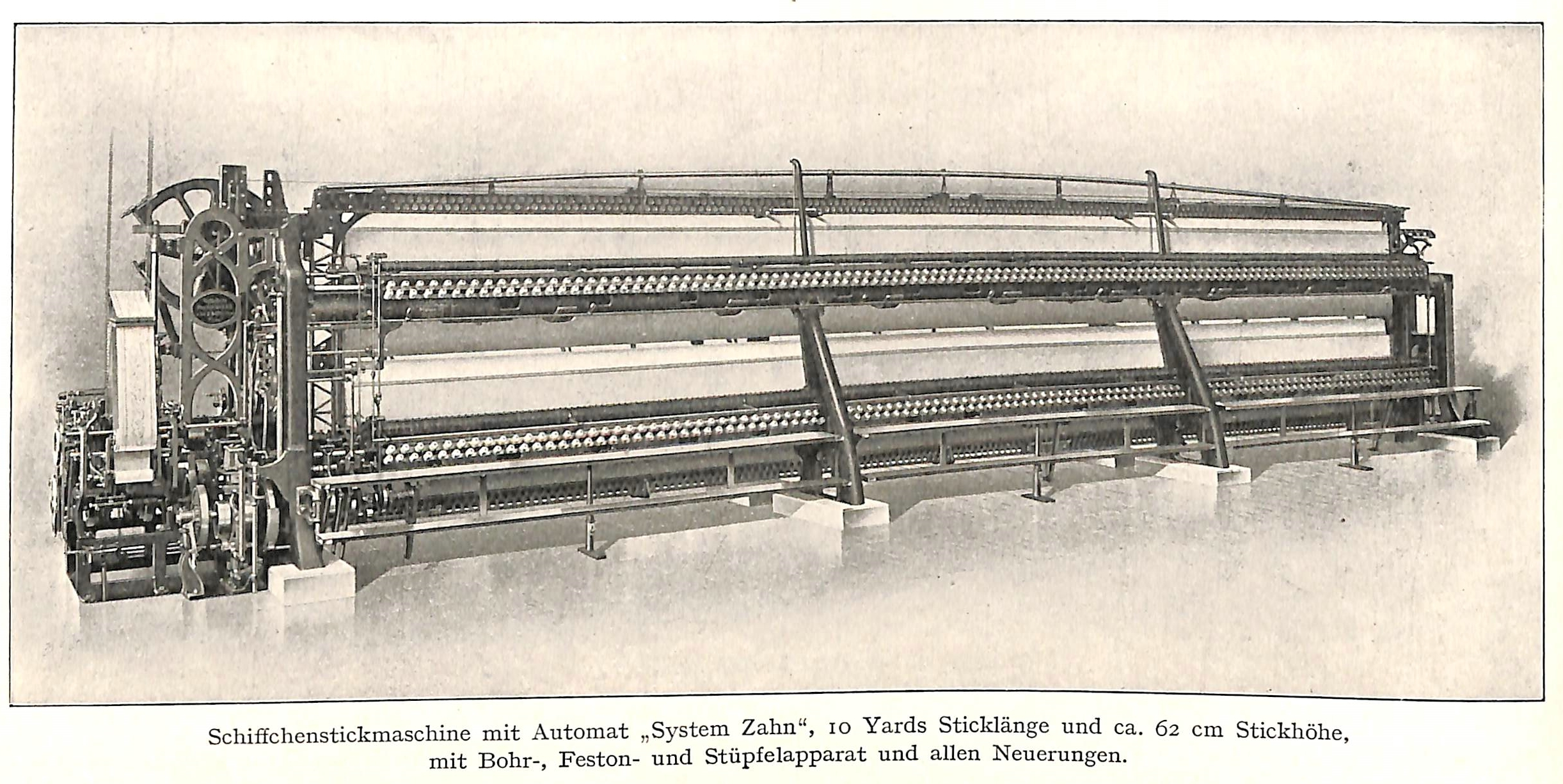
自動シャトル刺繍機ZAHN（1913）

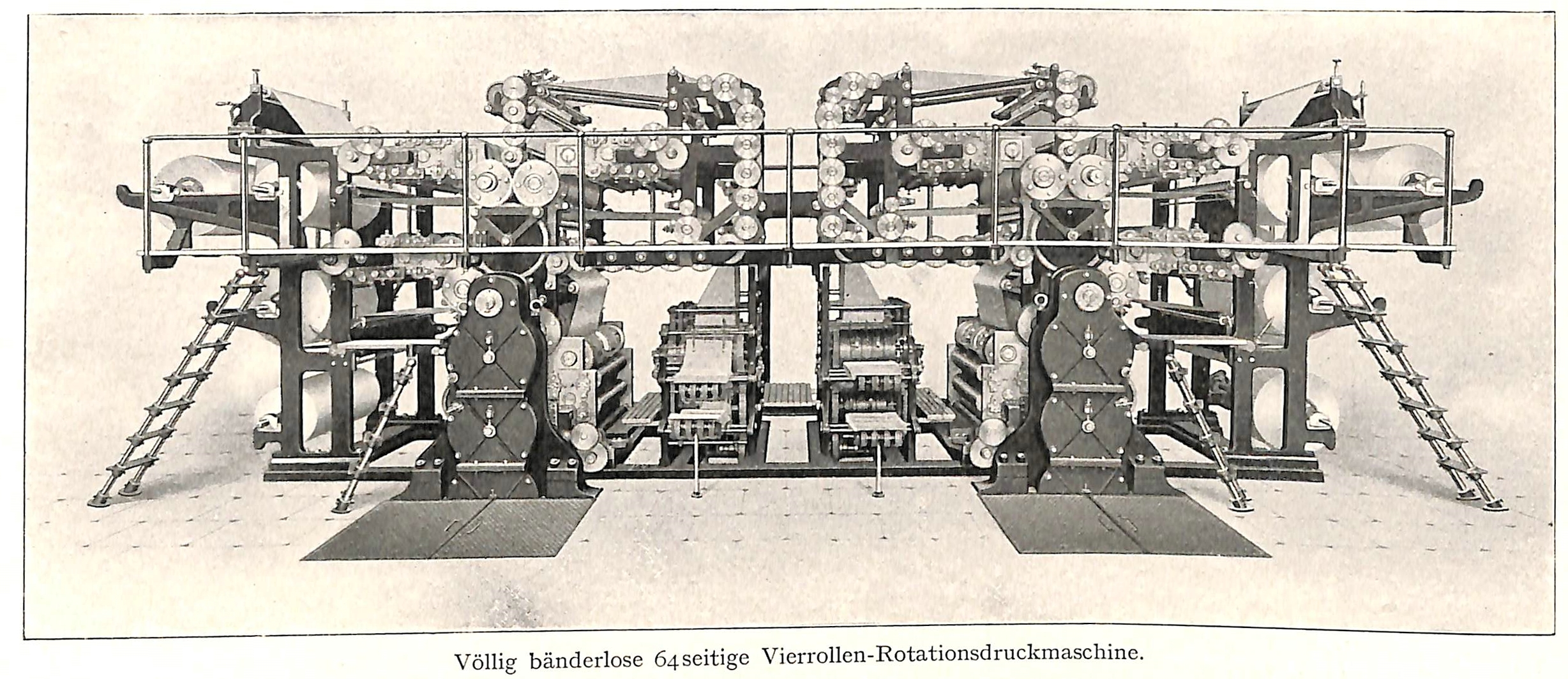
ロータリー印刷機（1913）

1881年、ヨハン・コンラート・ディートリッヒとパウル・ヘルマン・ディートリッヒの2人の起業家が、フォークトレンディッシェ・マシーネンファブリーク・J.C＆H.ディートリヒ（Vogtländische Maschinenfabrik J. C. & H. Dietrich）を設立し、トロッケンタール通りに小さな工場を構えた。当初の生産は手刺繍機とシャトル刺繍機の修理と製造に焦点を当てていた。生産量が伸びたため、従業員数は数年で倍増した。1895年に会社はさらなる拡大のため、株式会社に転換され、フォークトレンディッシェ・マシーネンファブリーク株式会社（Vogtländische Maschinenfabrik AG(略称：フォマーク/VOMAG)）が設立され、その後、1899年にはロータリー印刷機やボール盤の生産など、工場を拡張していくつかの生産部門を展開した。

### 急速な発展
1900年以降、フォマークはドイツを代表する機械エンジニアリング企業の1つであり、国際的に高い評価を得ていった。その大きな理由の一つは、生産範囲が多岐にわたり、世界的なトレンドに急遽対応できたためだった。1902年には、クラナッハ通りとホルバイン通りに新工場の建設が始まり、1914年まで絶えず拡張された。
1910年、取締役のロバート・ザーンの提案により、初の全自動刺繍機を開発した。この全自動刺繍機を輸出することでフォマークは世界的な販売成功を収めた。当時、フォマークは刺繍機の分野ですでに世界市場をリードしており、フランス、ロシア、北米などに輸出し、これらの機械は高い品質と耐久性で特に評価された。
カシュパル・ヘルマンの支援を受けて、工場は1912年に最初のロータリーオフセット印刷機を製造した。

### 軍需産業ヘの進出

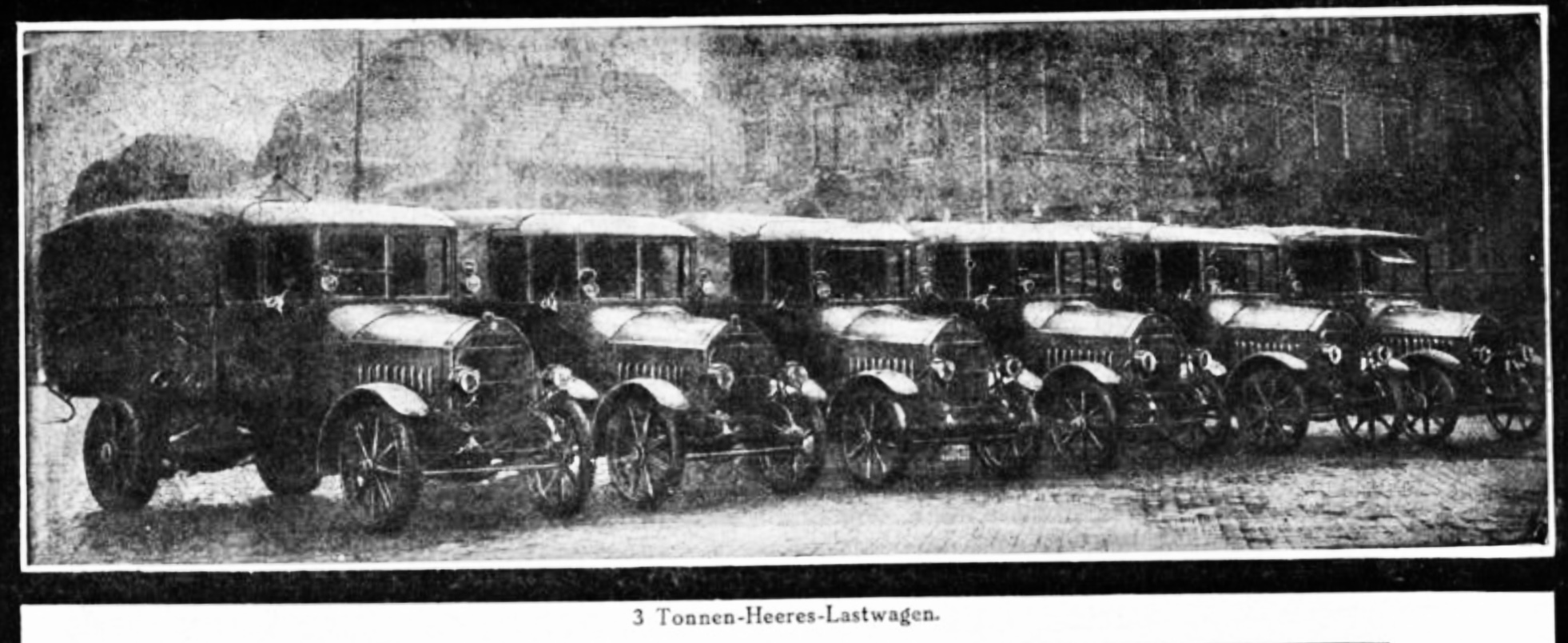
標準3トン車（1916）

1914年に始まった第一次世界大戦の勃発後、フォマークは陸軍最高司令部からの要請を受けてトラック生産を開始した。軍司令部のガイドラインは、主にチェーンドライブの3トントラック、いわゆる「標準3トン車」の生産を規定していた。この目的のために、1915年から1917年にかけて、ヴァイスエルスター川沿いに製鉄所を備えた2つの大きな複数階建ての工場が建設された。トラック生産のための総作業面積は14,000m²で、早くも1916年7月には、30台が納入され、民間トラック部門で足場を固めるため、1916年10月24日、ミュンヘンにフォマークトラック有限会社（VOMAG Lastkraftwagen GmbH）を設立した。
トラック生産における軍隊の旺盛な需要はフォマークにとって良いビジネスチャンスとなり、トラックの生産に加えて他の兵器注文を確保したのは当然のことだった。例えば、手榴弾、地雷、砲弾が製造された。
1918年に1,000台目のトラックを納入したとき、4年間で陸軍最大の兵器生産者の1つに成長し、同年末には約3,800人の労働者を雇用していた。

### 敗戦による民需転換

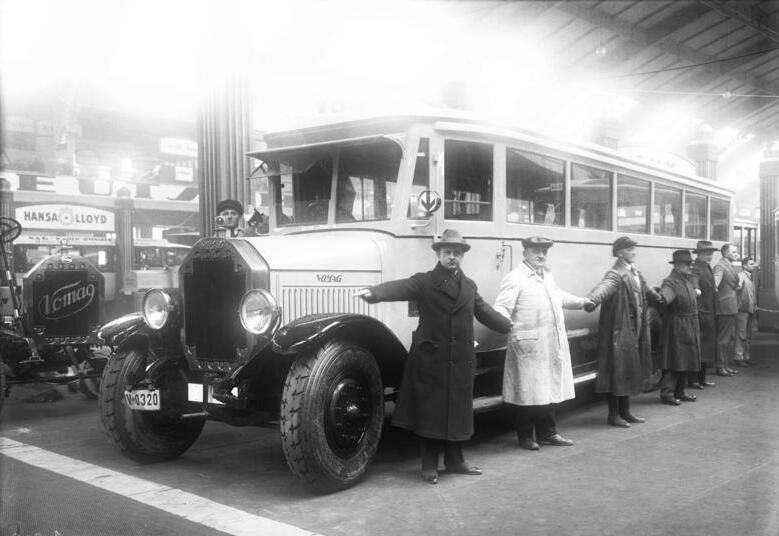
フォマーク製の大型バス（1925年）

敗戦後の数年間で、フォマークはザクセン自由州から、バスや地方自治体向けの特殊車両などの注文を獲得することに成功した。自動車の需要が増加したため、1919年にロイヒツミューレンヴェークに約120,000m²ある敷地を購入した。既存の第1工場に加えて、旧プラウエン人工絹工場の建物は、最も近代的な新しい第2工場としてに改築された。同年、第1工場近くの刺繍工業会社の施設を第3工場として購入した。
1921年に織機の生産を開始し、いわゆる「Automaten」は世界初だった。
また、1923年からローフレームバスの開発に携わった。1914年にアメリカで開発されたこのコンセプトは、重心と乗降口が低く、乗客の転倒のリスクが抑えられるという利点があった。1924年の秋には、30席のバス「Riesa」がドイツ初のローフレームバスとして運行を開始した。
1921年から1924年にかけてフォマークは株式資本を4倍以上に増やし、従業員は約6,000人にまで増加した。
フォマークはドイツ国内の自動車市場で確固たる地位を築いており、1919年にはフォマークに加えてプレスト、マギルス、デュックスを含む「DAK」(ドイツ自動車グループ)を共同で創設したが、DAKは創設企業間の内紛により、1926年に解散してしまった。
インフレによる2回の通貨改革の後、1924年7月1日に全株式を新しいライヒスマルクに転換した。それまで1億8000万マルク(パピエルマルク)に成長していた株は1000:45の割合で転換され、その後810万ライヒスマルクに達した。堅調な財務にも関わらず、その後の数年間で需要が急激に減少し、それに伴い会社の経営は悪化した。

### 破産
ニューヨーク株式市場の暴落に端を発した世界恐慌とそれに伴う売上減少により、1929年には多数の従業員を解雇し、借入金の借り入れを行わざるおえなくなった。生産が最小限に抑えられた1930年には、月に15〜20台の車両しか生産できなかった。
財務状況が悪化したため、1925年以来実施されていた「出来高払い賃金の支払いに関する協定」を1930年6月28日に打ち切ったことにより、7月22日に全従業員によるストライキが起った。その間に従業員数は1,600人にまで減少した。結局、7月25日に全事業が一時的に停止され、9月4日になってようやく再開された。
1929/30年度会計で会社は初めて損失を出し、翌会計年度には全生産能力の50%しか運営できなかった。これにより、1930/31会計年度のトラック生産台数は161台となった(1925/26年度はその5倍が生産された)。
1931年6月30日、ライプツィヒのザクセン監査および信託会社（Sächsische Revisions- und Treuhandgesellschaft AG）による会計監査報告では、7,521,454ライヒスマルクの損失を計上した。会社の存続を確保して既存の注文を満たすために、1932年3月16日に300,000ライヒスマルクの初期資本を持つ承継会社としてフォマーク運営株式会社 プラウエン（VOMAG Betriebs-AG Plauen）が設立された。
株式資本を180,000ライヒスマルクに縮小して会社の最小限の運用を意図していたが、この計画は成功しなかったため、1932年5月9日に破産した。これは、ワイマール共和国の自動車メーカーでは最大の破産手続きだった。訴訟は9年間と長引き、経営陣と主要株主のアルバート・オッテンハイマーに対して、粉飾決算と横領について多数の刑事訴訟が提訴された。例えば、1930/31年度の年次貸借対照表は8ヶ月以上保留されていた。
このとき会社は500人しか雇用できておらず、約40万ライヒスマルクの既存の注文を処理するために、承継会社は最初の6か月間、第1工場と第2工場、及び販売権を引き継ぎ、フォマークの存在はひとまず確保された。
フォマークの破綻の理由は、経営陣の不作為だけでなく、世界恐慌による顧客の支払い遅延、ヴァイマル政府とドイツ帝国銀行による制限的な経済措置、零細企業が多い運送業界全般の不確実性が会社の財務破綻につながった。しかし、この状況は長くは続かなかった。

### 再建

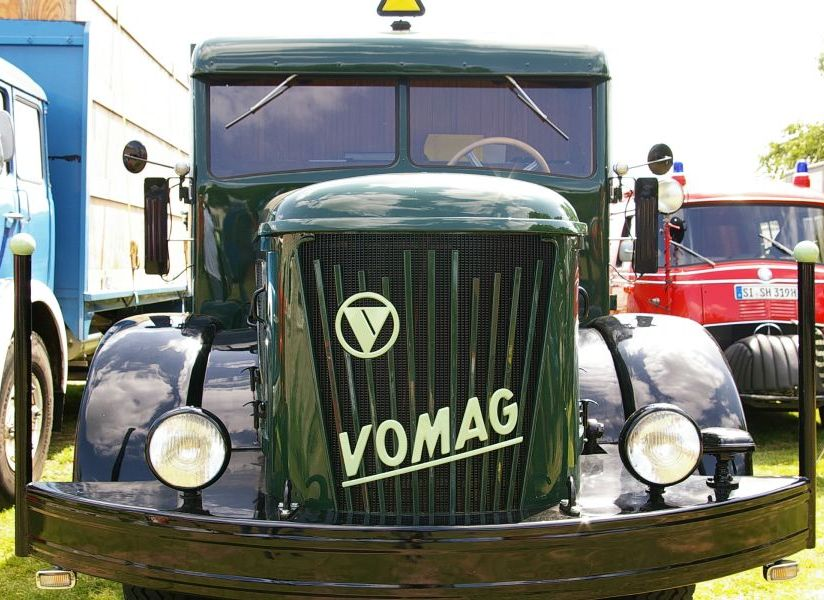
フォマークのトラック

ヒトラー率いるナチ党が政権を取った直後、新政府の広範な経済開発と建設プログラムの一環として、自動車産業の振興政策が後押しされ、ドイツ国防軍の再軍備は経済復興の原動力となった。
自動車業界は、ドイツ産業にとってのトラックの価値が認識されたことで、トラックの新規購入に対する補助金や車両税負担の軽減が行われ恩恵を受けた。
この施策により、フォマークはバックオーダーを抱えるほどとなった。しかし、さらなる事業拡大を阻む問題があった。プラウエンでは自動車製造の訓練を受けた人材が少なすぎて3交代制を実現できなかったことと、再軍備に必要な特殊材料(特殊鋼)の需要がひっ迫し、調達が困難になっていた。フォマークが頼りにできるのは、しばしば政府の命令であった。1935年8月、同社はドイツ国防軍向けの「統制型トラック」の開発プログラムにも参加した。
マーケティング上の理由から、承継会社であるフォマーク運営会社AGはフォマーク機械製作所株式会社（VOMAG Maschinenfabrik AG）に改名され、同時に累計8,000台目の車両生産が達成された。

## 第二次世界大戦の軍需生産
当初、フォマークは1939年の第二次世界大戦開戦時に収益性の高い軍備注文がなく、「国内戦線」のために民需用の木炭ガスエンジンを搭載した車両の生産を進めることだけで、会社としては大きな幻滅があった。
膨大な兵器生産に参加する希望があったが、当初は大規模な注文は実現しなかった。これは、戦争により民間車両の需要が急激に減少していた会社にとって大きな問題で、トラック生産は会社の総売上高のほぼ50%を占めていたため、売上がさらに減少すれば新たな経営危機に陥る怖れがあった。
陸軍兵器局は激しい戦争による損耗を補うために、あらゆる営利企業の動員が必要であることにすぐに気づき、1940年にフォマークに戦車の修理を発注し、その後まもなく装軌車両の製造を開始した。しかし、これは1940年の総売上高のわずか3%だった。
1939年、フォマークの生産拠点は14ヘクタールに拡大しており16棟の工場棟と7棟のビルが建設された。1940年以降、総作業面積約39,000m²の6棟の建物が戦車生産に利用可能になった。1941年に戦車の生産を大幅に増やすために、再び拡充に着手した。ロイヒトミューレン通りの左側にある「ヴァイシュシュタイン庭園」の大部分は、戦車組立工場を建設するために買収された。1943年にようやく完成した戦車工場は18,000m²の面積をカバーし、いわゆる「戦車橋」によって鉄道網に接続された。
同社の生産能力は、戦車の大量生産にはまだ十分ではなかったため、1940年に18トン・ハーフトラックの生産を開始した。
また、同社は8.8 cm対空砲と射撃管制装置用の運搬車を受注したが、この車両はわずか24輌しかドイツ国防軍に納入されなかった
。
1941年に航空機用の電子制御機関銃座の開発に挑戦したが、1942年に中止された。
1942年に戦車の生産準備が本格化した。同年、経営陣は、IV号戦車G型の試作車の見積書をベルリンの陸軍兵器局に提出した。
1942年10月8日、再度、フォークトレンディシェ機械製作所株式会社（Vogtländische Maschinenfabrik AG」と改名され、同時に雇用者数は創業以来最大の高水準に達した。
戦車工場の完成が近づくと、戦車製造計画は再び加速され、兵器工場への転換をほぼ完了し、ドイツ軍需企業のモデル会社に成長した。
このため、1943年5月1日、ドイツ国防軍への奉仕におけるフォマークの優れた業績に対して、ガウライターのガウディプロマが授与された。
2年間の建設期間を経て、新しい戦車組立工場は将来の装甲戦闘車両工場の中核として完成した。
新たに建設された生産施設、技術的ノウハウ、および戦車生産に特化した2,500人の従業員は装甲車両の連続生産に適した条件を形成し、1942年から1944年初夏までのフォマークにおけるIV号戦車の生産終了まで、プラウエンで合計1,374輌生産した。

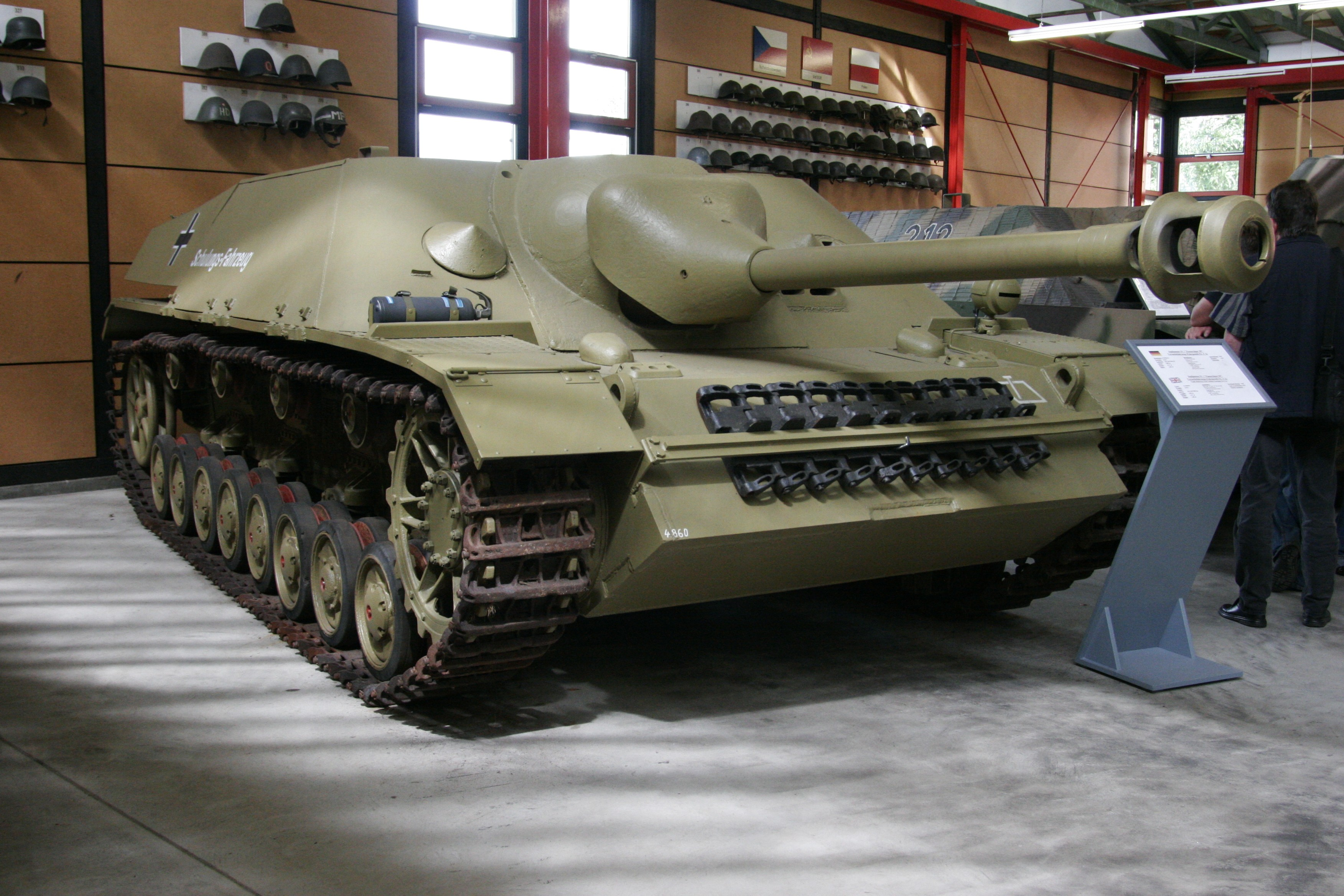
フォマークが設計したIV号駆逐戦車

1943年10月、フォマークが設計した最初の装甲戦闘車両であるIV号駆逐戦車が生産ラインから出荷された。この駆逐戦車のモックアップは、5月にヒトラーに公開され、彼はこの車両の特徴的な背の低いフラットな構造に感銘を受け、この車両を「戦争にとって重要」と分類した。アルケットが製造した暫定タイプを除けば、フォマークはIV号駆逐戦車の唯一のメーカーであり、合計1,700輌を生産した。
IV号駆逐戦車の生産は成功したが、もはや戦争の進行に影響を与えることはできず、結局、フォマークが自社設計のモデルを生産することができたのは、わずか2年だった。
1944年12月から1945年4月まで、メルトイアー・チュール工場にはフロッセンビュルク強制収容所の分収容所であり、約350人の女性囚人が強制労働させられた。

### 連合国軍の爆撃目標
1944年当時、フォマークは連合軍の優先目標であったため、アメリカ陸軍航空軍は非常に精密な爆撃・攻撃計画を策定し、最重点兵器工場として分類した。 このため、プラウエンは「主要目標」として航空日誌に記載された。
連合軍の文書によると、6日間の爆撃でフォマークに対する直接攻撃は合計9回あり、B-17爆撃機と、P-51マスタング、P-47サンダーボルトによる戦闘機の護衛付きで、常に午前11時から午後2時までの正午頃に行われた。
プラウエンでは対空防御が不十分であり大規模な空襲の標的になり易く、約500機のB-17爆撃機による2回の大規模な空襲は、フォマークの戦車生産を停止するのに十分だった。
隣接する丘陵地帯には対空防御が欠如していたため、低空飛行で工場を攻撃する可能性が高まり「戦車橋」などは機銃掃射を受けた。
フォマークの生産現場では非常によく組織された防空措置が講じられていたため、空襲による犠牲者は1人だけだった。 
1944年9月から1945年4月にかけて、合計5,745トンの爆弾がプラウエン上空に投下され、フォマークへの攻撃はそのうちの約2,800トンが投下された。
1平方キロメートルあたり爆弾185.4トンの投下を受けたプラウエンは、ザクセン州で5つの主要都市の中で最も破壊の程度が高かった都市であり、市内中心部も破壊された。
戦車工場での生産が完全に停止したのは、大規模な空襲後の1945年3月26日だった。

### 1941年–1945年の戦車工場
1903年から1945年まで、フォマークの本部はクラナッハ通りに置かれていた。事務管理棟ビルや、全体の生産は鋳造工場、鍛造工場、印刷機などの組立工場もここに設置された。ヴァイスエルスター川を上流にたどると、「戦車橋」が見え、その後ろには「プラウエナー庭園」の敷地があり、戦車最終組立工場がその近辺にあった。
この工場は公式には、「トラックの生産をさらに拡大するため」に建てられたが、すぐに厳重な秘密の下で建設された設備は、計画上、1944年には年間最大1,500輌の生産を見込む戦車工場して作られた。
新しく建てられた工場棟には、鉄道に接続する3つの輸送ランプがあり、最大30トンの重さの戦車を鉄道貨車に直接積み込むことができた。
1943年に戦車工場が完成したとき、フォマークは第三帝国の主要な戦車メーカーの1つになると言う大きな野望を持っていた。
戦車の最終組立工場は、ヴァイスエルスター川に面した長辺の180m、奥行き100m、高さ約10mだった。戦車工場は、爆撃を考慮して非常に頑丈に建設されていた。しかし、空襲が激化すると、戦車工場も耐えられなくなり生産施設に被害出て、1945年3月末に生産を停止せざるを得なくなった。

#### 戦車橋（Panzerbrücke）

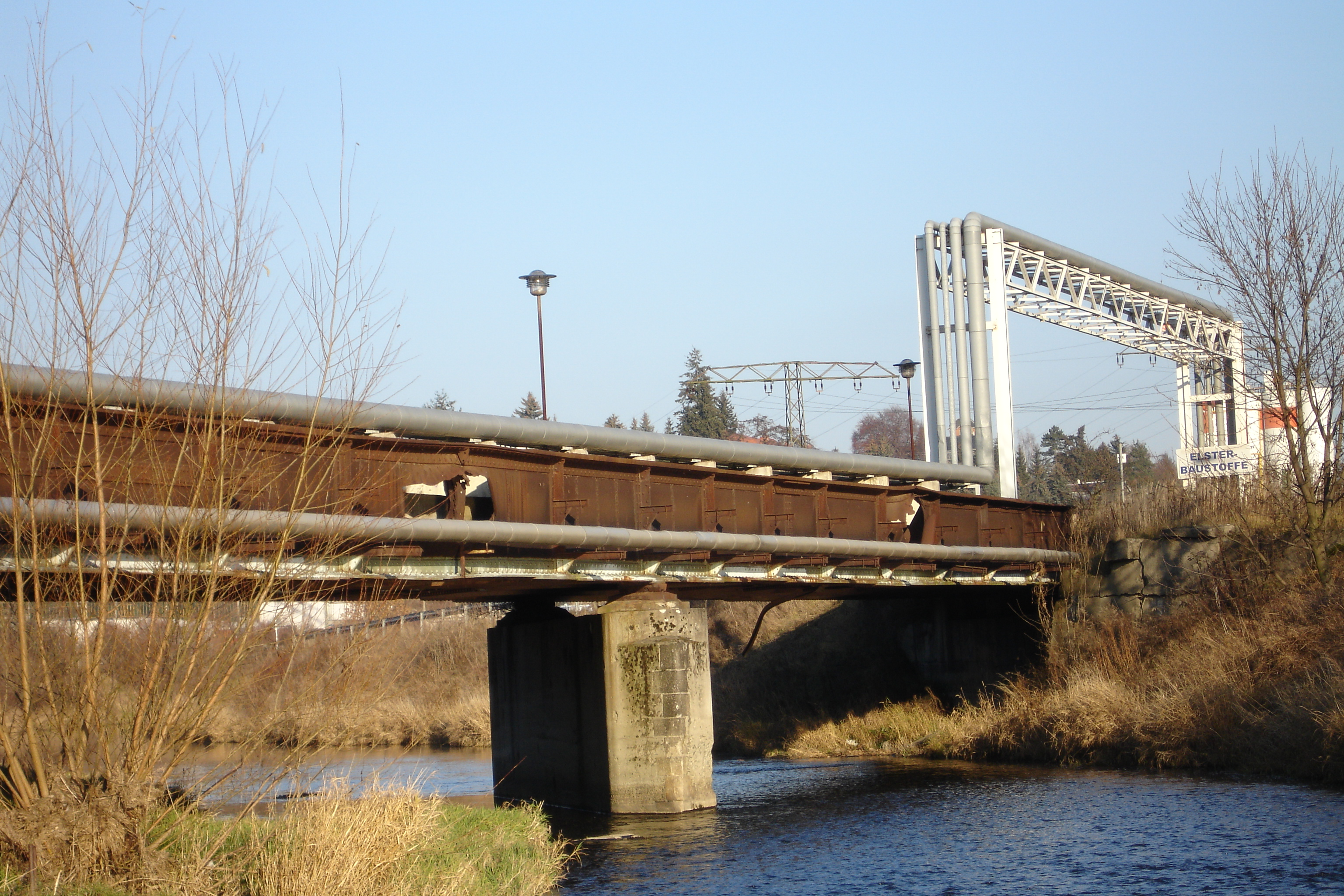
ヴァイスエルスター川からの眺め

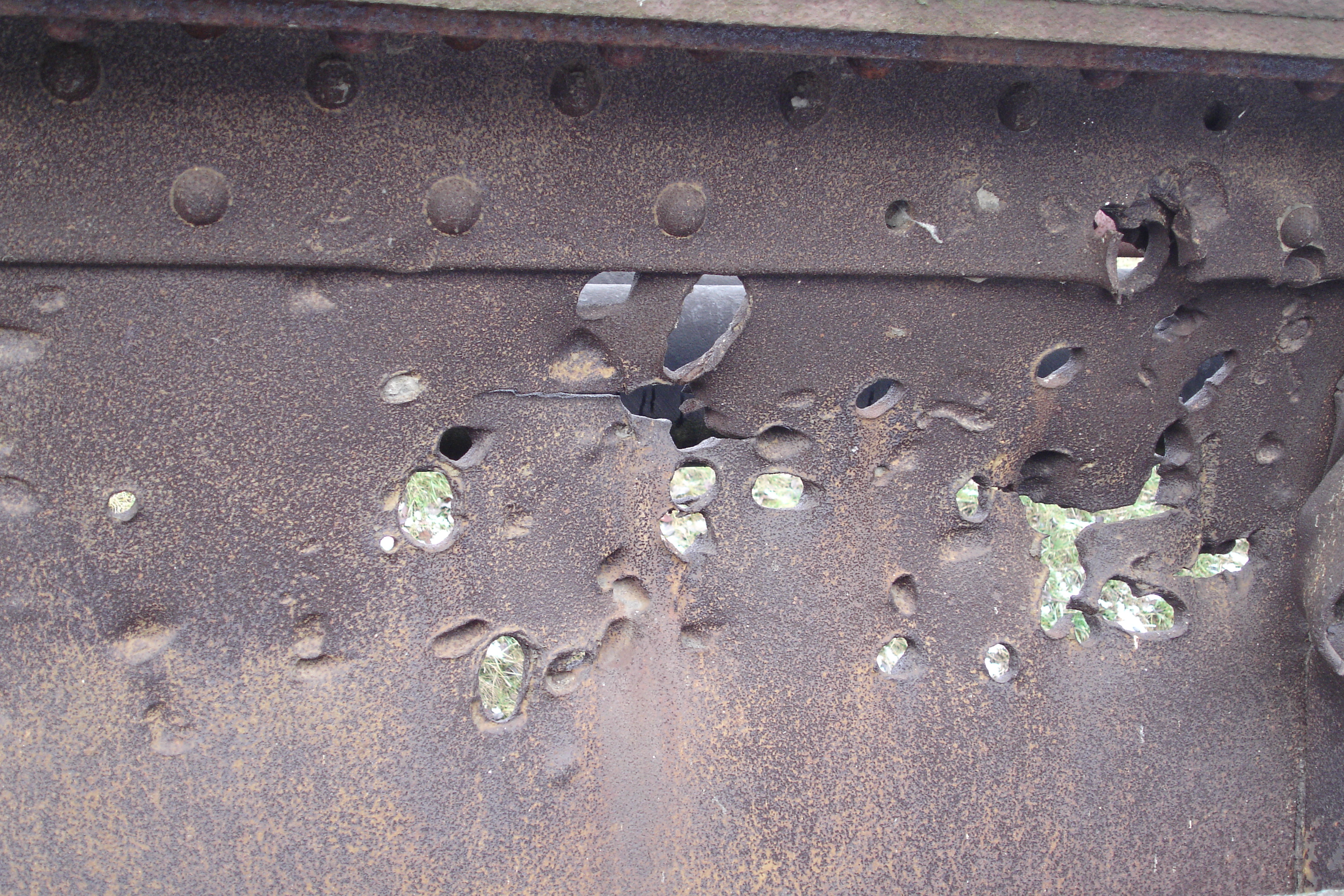
板金桁に残る弾痕

1941年にヴァイスエルスター川沿いに戦車工場の建設工事が始まったとき、生産された戦車の出荷と工場労働者の工場への通勤の両方のための解決策を見つける必要があった。
1942年11月から短期間で架橋された鉄橋は、その非常に安定した構造によって特徴付けられ、2発の爆弾が命中しても橋に破孔はできたが、落橋はせず大きな損傷を与えることはできなかった。
被弾箇所の分析から、主に低空飛行の航空機により、戦車橋と戦車工場への12.7mm機関銃で機銃掃射されたが、橋の厚さ16mmの板金桁を貫通することはできなかった。
側面に木製の歩道が取り付けられた橋は長さが60mで、川に約45度の角度で通じている。
リベットで留められた板金桁とコンクリート製の中央橋脚で構成されている。
この構造は、戦車を積んだ鉄道車両の輸送ルートとして機能していたことに由来し、「戦車橋」という名前が付けられた。
線路はローワー駅からエルスター渓谷鉄道を使ってヴァイシュリッツまで走り、ゲーラ・ズュート - ヴァイシュリッツ鉄道から側線に分岐して、その後戦車橋を渡って工場へ入っていった。
ヴァイスエルスター川の左岸側に到着した輸送列車は、いくつかの入換線路を経由して戦車最終組立工場の輸送ランプに到着した。この側線により戦車と牽引車を迅速に輸送することが可能になった。
橋は現在、線路と側面に取り付けられた木製の歩道橋は撤去され、複数のパイプラインのキャリアとして機能しており、歩行者や自転車が渡ることは可能だが封鎖されている。

## 1945年以降
第2次世界大戦後、フォマークは家庭用品や手押し車など、日用品を製造した。戦勝国による賠償の一環として、1946年にすべての機械がソビエト連邦に輸送され、工場が閉鎖され、建物は爆破された。
終戦まで生産されていた、いわゆるスタンダードエンジンシリーズ(EM)の設計図面は、フォマークの元チーフデザイナーの協力を得てツヴィッカウに届き、IFA H3AやIFA H6などのエンジンが開発された。

### 後継企業
印刷機の生産は1946年に分社化され、国営企業プラマーク・プラエウナー・ドゥルックマシーネンファブリーク（VEB Plamag Plauener Druckmaschinenfabrik）によって継続された。
東西ドイツ統一後の1990年にMANローラント・ドゥルックマシーネンに引き継がれた。2011年に親会社の破産に伴って分社化され、2012年2月以降、同社はプラマグ・プラウナー有限会社（Plamag Plauen GmbH）となった。
その他の事業は、1948年に国営企業マシーネンファブリーク・フォークトラント（VEB Maschinenfabrik Vogtland）が後継会社として設立され、1953年に特殊機械製造のために国営企業ヴェルクツォイクマシーネンファブリーク・フォークトラント（VEB Werkzeugmaschinenfabrik Vogtland）と改名された。
1990年、同社は自動車産業とそのサプライヤーに焦点を当てた、ヴェルクツォイクマシーネンファブリーク・フォークトラント有限会社（Werkzeugmaschinenfabrik Vogtland GmbH）に変更され、2007年には全事業をヴェーマ・フォークトラント有限会社（WEMA Vogtland GmbH）に移管した。2009年、ザールラント州に本拠を置くSVQ GmbHの傘下に入り、それ以降、ヴェーマ・フォークトラント・テクノロジー有限会社（WEMA VOGTLAND Technology GmbH）という名前で運営されている。